# Galgenberg (Arnhem)

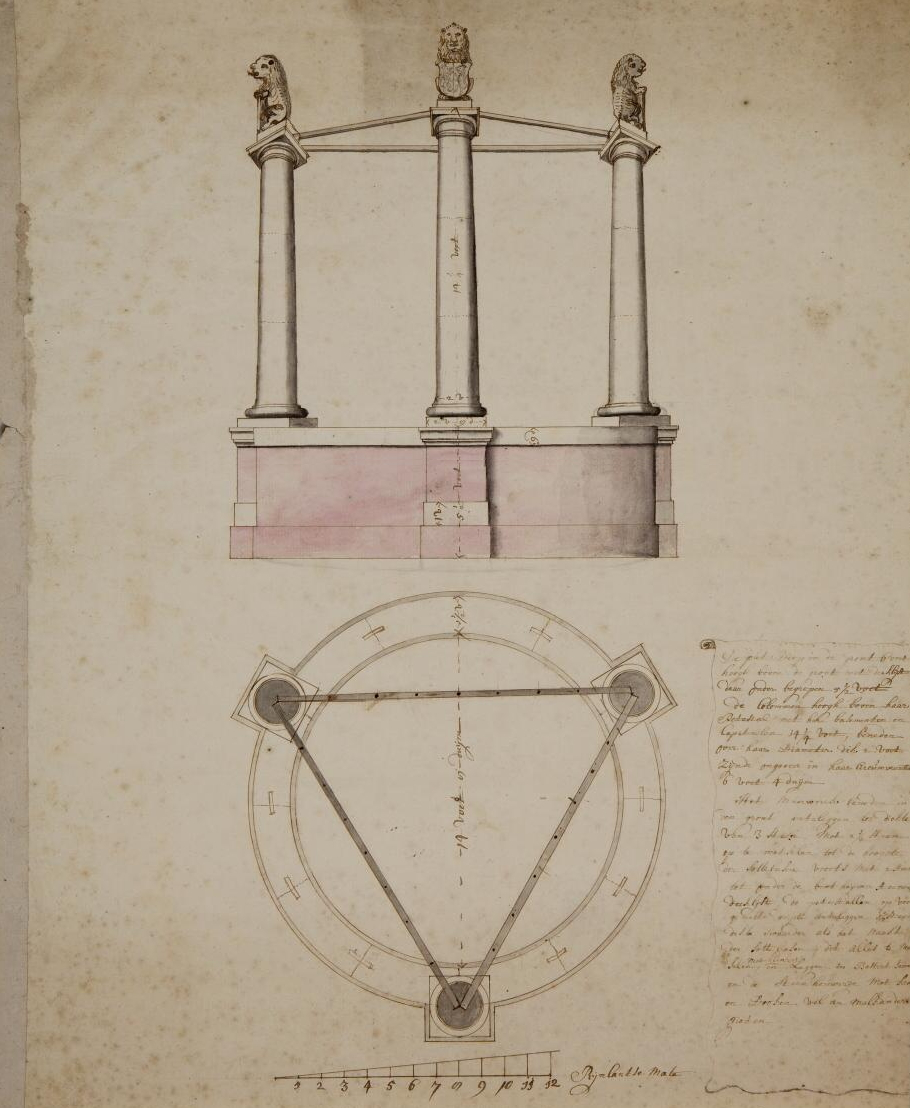

De Galgenberg was een executieplaats, militair oefenterrein en kraakpand, globaal begrensd door de A12, Apeldoornseweg, Schelmseweg en Waterbergseweg te Arnhem in Nederland.

## Geschiedenis
Het gebied bevindt zich op een hoogte van 85 meter boven zeeniveau nabij het Openluchtmuseum. De galgenberg was een van de executieplaatsen van Arnhem. In 1734 werd de houten galg vervangen door een Amsterdams stenen model, dat ruimte bood aan 21 mensen. Nadat de Fransen het tentoonstellen van lijken in 1795 hadden verboden werd in 1801 de galg afgebroken. De exacte locatie van de galg is onbekend. Na de Tweede Wereldoorlog zijn er nog vier doodstraffen uitgevoerd. Op 29 augustus 1946 werd hier de oorlogsmisdadiger Jacob Eduard Feenstra geëxecuteerd.
Tussen 1875 en 1900 werden in het gebied twee schietbanen en enkele gebouwen gebouwd. 1938 en 1939 werden hier drie munitiedepots, opslag- en wachtgebouwen aan toegevoegd. Rondom de bunkers werden aarden wallen opgeworpen. Na de Tweede Wereldoorlog was het terrein tot in de jaren 1960 in gebruik als oefenterrein van garnizoen Arnhem en de Nationale Reserve. Het terrein stond ook bekend onder de naam "Schietbaan Zinkelenberg".
In 1989 werden de opstallen op het terrein bezet door krakers. In 2009 werd door defensie een uitzettingsprocedure in gang gezet. Na de sloop van de opstallen werd het terrein deels ingericht ten behoeve van de uitbreiding van de daar reeds aanwezige hondensport. Een burgerinitiatief werd niet gesteund, maar het terrein werd toegankelijk gemaakt voor een breed publiek, elementen uit het militaire verleden werden daarbij bewaard of versterkt ten behoeve van de cultuurhistorische waarde van het gebied.